# Hit So Hard
Hit So Hard es un documental de 2011 dirigido por P. David Ebersole, el cual se estrenó en SXSW y en New Directors/New Films. La película se enfoca en la historia de vida y cercana muerte de Patty Schemel, más conocida por ser la baterista de la banda Hole desde 1993 hasta 1998. Éste consiste en videos Hi8 filmados durante sus años en la banda junto con entrevistas actuales de ella, sus compañeros de banda y otros músicos. Fue producido por Todd Hughes y Christina Soletti y se estrenó en los cines en Norteamérica en 2012 por Well Go USA a través de Variance Films.
El título hace referencia a una canción del álbum de Hole, Celebrity Skin.

## Reparto
- Patty Schemel
- Melissa Auf der Maur
- Eric Erlandson
- Courtney Love
- Nina Gordon de Veruca Salt
- Kate Schellenbach de Luscious Jackson
- Gina Schock de The Go-Go's
- Alice de Buhr de Fanny
- Debbi Peterson de The Bangles
- Izzy de Care Bears on Fire
- Phranc
- Roddy Bottum de Faith No More
- Dallas Taylor
- Sarah Vowell
- Larry Schemel de Midnight Movies
- Terry Schemel
- Joe Mama-Nitzberg

En imágenes de archivo:
- Kurt Cobain
- Kristen Pfaff